# دینیار بیلیالتدینوف
دینیار بیلیالتدینوف (روسی: Динияр Ринатович Билялетдинов؛ زادهٔ ۲۷ فوریهٔ ۱۹۸۵) یک بازیکن فوتبال اهل روسیه است.
از باشگاه‌هایی که در آن بازی کرده‌است می‌توان به لوکوموتیو مسکو، اورتون، اسپارتاک مسکو، آنژی مخاچ‌قلعه و روبین کازان اشاره کرد.
وی همچنین در تیم ملی فوتبال روسیه بازی کرده‌است.